# Seroki (Łódź)
Pour les articles homonymes, voir Seroki.
Seroki (prononciation [sɛˈrɔki]) est un village de la gmina de Łyszkowice, du powiat de Łowicz, dans la voïvodie de Łódź, situé dans le centre de la Pologne.
Il se situe à environ 7 kilomètres au nord-est de Łyszkowice (siège de la gmina), 8 kilomètres au sud de Łowicz (siège du powiat) et 45 kilomètres au nord-est de Łódź (capitale de la voïvodie).

## Administration
De 1975 à 1998, le village était attaché administrativement à l'ancienne voïvodie de Skierniewice.

Depuis 1999, il fait partie de la nouvelle voïvodie de Łódź.